# Nadigaon
Nadigaon là một thị xã và là một nagar panchayat của quận Jalaun thuộc bang Uttar Pradesh, Ấn Độ.

## Nhân khẩu
Theo điều tra dân số năm 2001 của Ấn Độ, Nadigaon có dân số 7175 người. Phái nam chiếm 54% tổng số dân và phái nữ chiếm 46%. Nadigaon có tỷ lệ 53% biết đọc biết viết, thấp hơn tỷ lệ trung bình toàn quốc là 59,5%: tỷ lệ cho phái nam là 64%, và tỷ lệ cho phái nữ là 40%. Tại Nadigaon, 16% dân số nhỏ hơn 6 tuổi.